# Taichung

Taichungs läge i Taiwan.

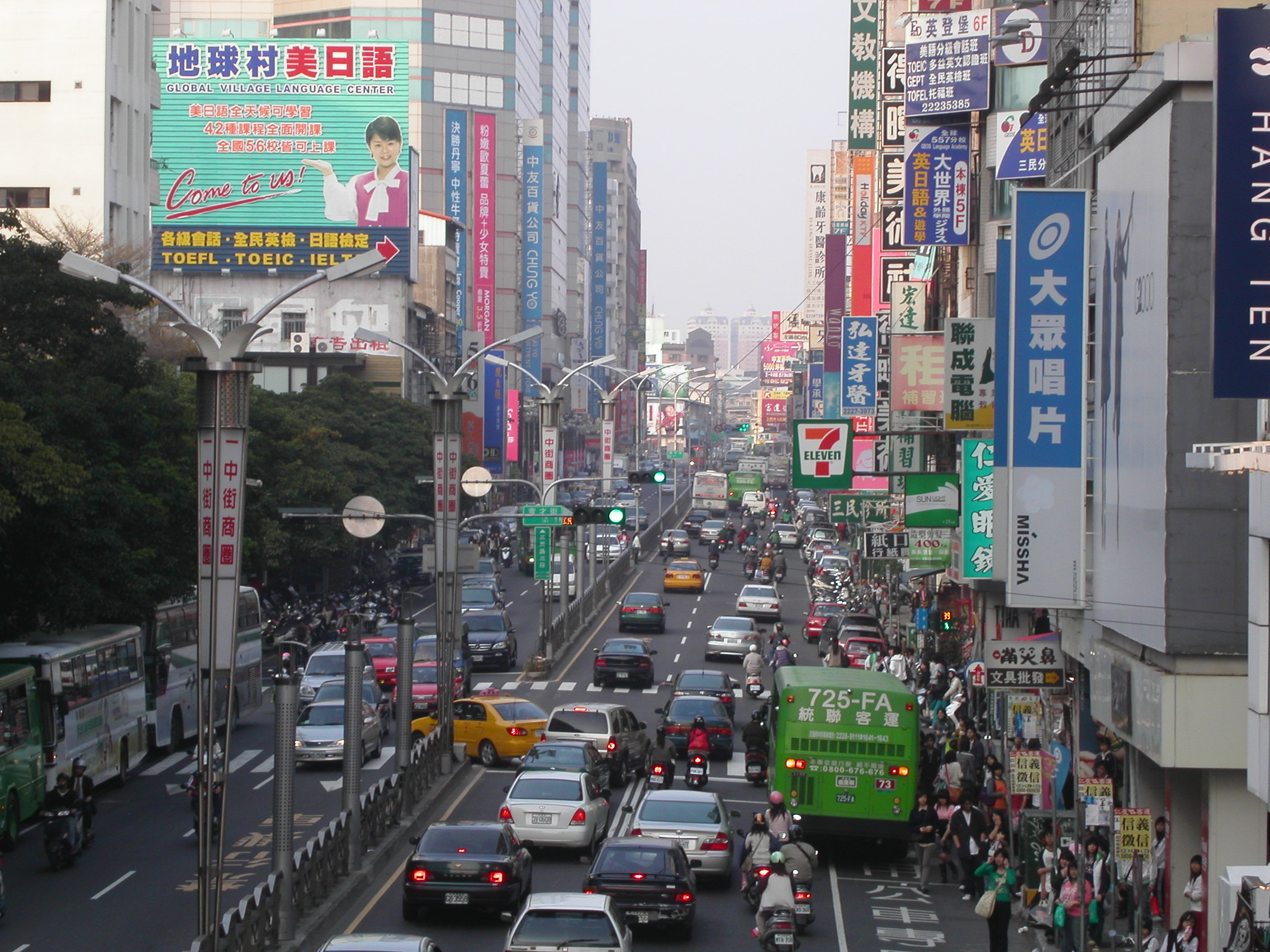
Sanmingatan i Taichung.

Taichung (臺中) är en stad i centrala Taiwan och är en av Taiwans provinsstyrda städer, vilket betyder att staden styrs direkt av provinsens myndigheter och ingår inte i det omgivande häradet. Folkmängden uppgick till 1 073 635 invånare i slutet av 2009, med totalt 2 266 365 invånare i hela storstadsområdet. Taichung betyder centrala staden. 

## Historia
Urinvånare bebodde först området som skulle bli Taichung. 1705 grundades staden under namnet Dadun. Snart skulle staden hamna under Qing. År 1731 bröt dock en revolt ut vid Dajiafloden bland urinvånarna. Den slogs då ner, och revolutionärerna tvingades fly till bergen i Taiwan. En till revolt bröt ut år 1786 i den närliggande staden Dali. De besegrades dock när man avancerade norrut. Trots revolterna ingick staden senare i provinsen Taiwan 1885. Taichung blev då huvudstad i en av de tre prefekturerna som bildades i provinsen. Taichung var också nära att bli huvudstad för hela provinsen, men den flyttades till det som nu är Taipei. 
Efter första kinesisk-japanska kriget tillföll staden Japan. Staden, som tidigare hade hetat Dadun, fick namnet Taichū. Ett mål sattes att bli Taiwans modernaste stad, men snart så började en mer negativ attityd mot Japan växa i Taichū. Snart började grupper med aktiviteter mot japanerna. Efter andra världskriget förlorade dock japanerna kontrollen av Taiwan, och därmed också Taichung. Efter att nationalisterna förlorat det kinesiska inbördeskriget flydde dessa till Taiwan och upprättade en provisorisk regering, vilken Taichung skulle hamna under.

## Ekonomi
Staden har under efterkrigstiden haft en stor tekoindustri, med bland annat skotillverkning, och spelade en viktig roll i Taiwans ekonomiska under under 1960- och 1970-talet. Under senare år har dock denna produktionsindustri i stor utsträckning flyttats över till Fastlandskina. 
Staden kämpar idag med en vikande ekonomisk tillväxt, främst beroende på konkurrens från det kinesiska fastlandet. Detta har lett till att stadens fullmäktige lanserat en rad storslagna infrastrukturprojekt. Dessa innefattar ett nytt omfattande nätverk av flerfiliga motorvägar, ett nybyggt tunnelbanenät, samt ett fullständigt nybyggt stadscentrum, innefattande bland annat flera områden med nybyggda lyxbostäder, shoppinggallerior och stadshus, stadsfullmäktige etc. 
Staden har tidigare haft problem med förslumning av stadskärnan, vilket man nu hoppas kunna lösa genom att delvis konstruera en ny stadskärna. Dessa kostsamma infrastrukturprojekt är mycket omfattande och är skapade för att åstadkomma en nytändning i den lokala ekonomin. Huvuddelen av satsningarna är dock inriktade mot boende och transporter. Satsningar på lokal produktionsindustri och serviceindustri lyser med sin frånvaro. 
Den lokala ekonomin hämmas bland annat av strikt nationell taiwanesisk lagstiftning, vilken till stor del förbjuder utländska direktinvesteringar, samt försvårar för utlänningar som söker arbete hos lokala företag. Denna lagstiftning har delvis tillkommit för att förhindra fastlandskinesiskt inflytande över taiwanesisk industri, samt för att förhindra alltför stor invandring av billig filippinsk och vietnamesisk arbetskraft.

## Borgmästare
- Jason Hu, Kuomintang, 20 december 2001–24 december 2014
- Lin Chia-lung, Demokratiska framstegspartiet, 25 december 2014–24 december 2018
- Lu Shiow-yen, Kuomintang, 25 december 2018–

Denna lista hämtas från Wikidata. Informationen kan ändras där.